# Leone Frollo
Leone Frollo (Venezia, 9 aprile 1931 – Venezia, 17 ottobre 2018) è stato un fumettista italiano.

## Biografia
Debutta nel 1948 con una storia a fumetti western dal titolo Sui grandi laghi nella testata Il Risveglio. Nel 1953 inizia a collaborare con un altro giornale scolastico, il Corriere dello Scolaro, grazie al disegnatore Giorgio Bellavitis, a cui subentra nelle illustrazioni del racconto "La strada senza fine".
Nel 1958 si laurea in architettura.
Dal 1958 al 1968, tramite lo studio di Rinaldo D'Ami, lavora con la casa editrice inglese Fleetway per cui realizza numerose storie a fumetti sentimentali e belliche, fra cui Battler Britton.
Nel 1963, Frollo pubblica sul Corriere dei Piccoli la storia "Guerra agli invisibili".
Nel 1966, realizza Melody John per la S.E.P.I.M. e nel 1969-1970 il western La Vedova Nera e altre storie per le testate italo-francesi Wampus e Bob Lance. Negli stessi anni contribuisce alla testata tedesca Perry Rhodan.
Con l'epopea del fumetto erotico tascabile, dalla seconda metà degli anni sessanta e per tutti i settanta, scopre il suo fortunato filone creando eroine quali Lucifera, Biancaneve, Yra, Naga, Casino. Per la Edifumetto di Renzo Barbieri crea anche il fantascientifico per ragazzi Fan.
Negli anni ottanta, collabora ai settimanali Lanciostory e Skorpio e dà vita a Mona Street per Glamour International. Contemporaneamente realizza illustrazioni e brevi storie per Glamour Magazine e Diva.

## Opere
Elenco parziale:
| TERROR | TERROR                  | TERROR |
| N      | titolo                  | data   |
| ------ | ----------------------- | ------ |
| 3      | la danza macabra        | 1/70   |
| 4      | il bianco cadaverino    | 2/70   |
| 6      | l'ombra del maligno     | 4/70   |
| 10     | a ciascuno la sua tomba | 8/70   |
| 15     | il fantasma dell'opera  | 1/71   |
| 21     | la maschera d'oro       | 7/71   |
| 23     | barbablu                | 9/71   |

| LUCIFERA | LUCIFERA                       | LUCIFERA |
| N        | titolo                         | data     |
| -------- | ------------------------------ | -------- |
| 1        | le fiamme dell'inferno         | 10/71    |
| 2        | il bosco incantato             | 11/71    |
| 3        | l'abisso del peccato           | 12/71    |
| 4        | il filtro della verginità      | 1/72     |
| 5        | un bimbo sul rogo              | 2/72     |
| 6        | sabba                          | 3/72     |
| 7        | il messia del male             | 4/72     |
| 8        | alla crociata                  | 5/72     |
| 9        | la testa mozza di saladino     | 6/72     |
| 10       | i bizantini                    | 7/72     |
| 11       | l'uccello di fuoco             | 8/72     |
| 12       | femmina perversa               | 9/72     |
| 13       | i cavalieri teutonici          | 10/72    |
| 14       | verso la turingia              | 11/72    |
| 15       | le tentazioni di frate guaccio | 12/72    |

| BIANCANEVE                                              | BIANCANEVE                                              | BIANCANEVE |
| N                                                       | titolo                                                  | data       |
| ------------------------------------------------------- | ------------------------------------------------------- | ---------- |
| 1972                                                    |                                                         |            |
| 1                                                       | i sette nani viziosi                                    | 11/72      |
| 2                                                       | la fata mignotta                                        | 12/72      |
| 1973                                                    |                                                         |            |
| 1                                                       | nella palude degli orrori                               | 1/73       |
| 2                                                       | il signore dei serpenti                                 | 2/73       |
| 3                                                       | rapita dal centauro                                     | 3/73       |
| 4                                                       | la scoperta dell'amore                                  | 4/73       |
| 5                                                       | il cuore di re kurt                                     | 5/73       |
| 6                                                       | i nani nei guai                                         | 6/73       |
| 7                                                       | trenta centimetri                                       | 7/73       |
| 8                                                       | biancaneve mamma                                        | 8/73       |
| 9                                                       | il ritorno della maga belinda                           | 9/73       |
| 10                                                      | la punizione di naga                                    | 10/73      |
| 11                                                      | abacuc l'alchimista                                     | 11/73      |
| 12                                                      | senza bernarda                                          | 12/73      |
| 1974                                                    |                                                         |            |
| 1                                                       | i nani in amore                                         | 1/74       |
| 2                                                       | quattordici più uno                                     | 2/74       |
| 3                                                       | il prepuzio magico                                      | 3/74       |
| 4                                                       | linguaccia malefica                                     | 4/74       |
| 5                                                       | robinson culoè                                          | 5/74       |
| 6                                                       | via della pigna                                         | 6/74       |
| 7                                                       | l'osteria numero venti                                  | 7/74       |
| 8                                                       | il decamerino                                           | 8/74       |
| 9                                                       | le avventure di ditalina                                | 9/74       |
| 10                                                      | la vipera nel buco                                      | 10/74      |
| 11                                                      | l'oro dei ladroni                                       | 11/74      |
| 12                                                      | il miraggio                                             | 12/74      |
| supplementi                                             |                                                         |            |
| suppl. a lando n.158 - i sette nani e la strega saffica | suppl. a lando n.158 - i sette nani e la strega saffica | 4/80       |
| suppl. a batty & gay n.10 - il maleficio della strega   | suppl. a batty & gay n.10 - il maleficio della strega   | 7/82       |
| suppl. a fumetti click n.2 - biancaneve a new york      | suppl. a fumetti click n.2 - biancaneve a new york      | 7/90       |
| copertine                                               |                                                         |            |
| 52-53-54-55-56-57-58-59 (quarta serie: 1975-78)         |                                                         |            |

| NAGA                                      | NAGA                                           | NAGA  |
| N                                         | titolo                                         | data  |
| ----------------------------------------- | ---------------------------------------------- | ----- |
| 1                                         | amor di calabrone                              | 7/75  |
| 2                                         | legata alla sedia cacatoria                    | 8/75  |
| 3                                         | frankenstein in guepiere                       | 9/75  |
| 4                                         | l'uomo supposta                                | 10/75 |
| 5                                         | chi ha rubato le mutande di rodolfo valentino? | 11/75 |
| 6                                         | tragico 69                                     | 12/75 |
| 7                                         | ammucchiata al grand hotel                     | 1/76  |
| 8                                         | 2824321 spermatozoi                            | 2/76  |
| 9                                         | tom mix spara facile                           | 3/76  |
| 10                                        | il guardone guercio                            | 4/76  |
| 11                                        | il vizio segreto di adolfo h.                  | 5/76  |
| 12                                        | la vacca svizzera                              | 6/76  |
| 13                                        | brigitte corot                                 | 7/76  |
| 14                                        | la vera figlia dello zar                       | 8/76  |
| 15                                        | avventura messicana                            | 9/76  |
| 16                                        | foot-ball all'ultimo sangue                    | 10/76 |
| 17                                        | gli orrori di parigi                           | 11/76 |
| 18                                        | una mummia per yul                             | 12/76 |
| 19                                        | costa azzurra                                  | 1/77  |
| 20                                        | dramma di un clown                             | 2/77  |
| 21                                        | caccia allo scienziato                         | 3/77  |
| 22                                        | per il pelo di zita                            | 4/77  |
| 23                                        | un uomo dal futuro                             | 5/77  |
| 24                                        | naga contro dracula                            | 6/77  |
| copertine                                 |                                                |       |
| 1-2-3-4-5-6-7-8-9-10-23-25-26-27-28-29-30 |                                                |       |

| FAN                                              | FAN                                              | FAN     |
| N                                                | titolo                                           | data    |
| ------------------------------------------------ | ------------------------------------------------ | ------- |
| 1                                                | nella foresta dei mostri                         | 11/78   |
| 2                                                | il pianeta giallo                                | 12/78   |
| 3                                                | mare vivo                                        | 1/79    |
| 4                                                | il mercenario delle stelle                       | 2/79    |
| 5                                                | guerre spaziali                                  | 3/79    |
| 6                                                | l'uomo macchia                                   | 4/79    |
| supplementi                                      |                                                  |         |
| suppl. a Fatti Oggi n.18 - i naufraghi del cosmo | suppl. a Fatti Oggi n.18 - i naufraghi del cosmo | 20/7/79 |
| copertine                                        |                                                  |         |
| tutte le copertine della serie e supplemento     |                                                  |         |

| YRA | YRA                         | YRA   |
| N   | titolo                      | data  |
| --- | --------------------------- | ----- |
| 1   | sarai vampira               | 10/80 |
| 2   | la dolce genevieve          | 11/80 |
| 3   | il matrimonio della vampira | 12/80 |
| 4   | il nido dell'aquila         | 1/81  |
| 5   | le dieci orfanelle          | 2/81  |
| 6   | la testa mozza              | 3/81  |
| 7   | cosa c'entra dracula        | 4/81  |
| 8   | un'infernale sete di sangue | 5/81  |
| 9   | bel brut                    | 6/81  |
| 10  | amati piedi                 | 7/81  |
| 11  | l'uccello di gengiskhan     | 8/81  |
| 12  | a venezia                   | 9/81  |

| CASINO      | CASINO                      | CASINO      |
| prima serie | prima serie                 | prima serie |
| N           | titolo                      | data        |
| ----------- | --------------------------- | ----------- |
| 1           | dentro la casa chiusa       | 3/85        |
| 2           | l'ultima vergine di parigi  | 4/85        |
| 3           | sesso sull'orient-express   | 5/85        |
| 4           | chiappe d'oro               | 6/85        |
| 5           | sedici buchi per un maschio | 7/85        |
| 6           | arsenio scopèn              | 8/85        |
| 7           | inferno e piacere           | 9/85        |
| 8           | una spia tra le gambe       | 10/85       |
| 9           | per amore di una puttana    | 11/85       |
| 10          | cuore di mamma              | 12/85       |
| 11          | una bernarda da re          | 1/86        |
| 12          | grido d'amore               | 2/86        |
| 13          | la millesima volta          | 3/86        |
| 14          | la bella e la strega        | 4/86        |
| 15          | la maitresse innamorata     | 5/86        |
| 17          | lingua dolcissima           | 7/86        |
| 18          | trasferta in america        | 8/86        |
| 20          | psicopatie sessuali         | 10/86       |
| 21          | concerto erotico            | 11/86       |
| 25          | gas eccitante               | 4/87        |

| THE SECRET BOOKS OF GLAMOUR                   | THE SECRET BOOKS OF GLAMOUR |
| titolo                                        | data                        |
| --------------------------------------------- | --------------------------- |
| mona street - (the secret books of glamour)   | 5/88                        |
| mona street - (the secret books of glamour)   | 10/91                       |
| mona street 3 - (the secret books of glamour) | 95                          |
| the blue glamour book 1 - very dark ladies    | 10/95                       |
| the blue glamour book 2 - fantasex            | 11/95                       |
| the blue glamour book 3 - Frollo's funnies    | 5/97                        |
| the blue glamour book 4 - snow white          | 1/98                        |

| DIVA ALBUMS            | DIVA ALBUMS | DIVA ALBUMS                                                      |
| titolo                 | data        | note                                                             |
| ---------------------- | ----------- | ---------------------------------------------------------------- |
| diva blue              | 6/86        | storia interna breve "immaginando Lulu"                          |
| diva un certain regard | 1/87        | storia interna breve "Intimi attimi"                             |
| diva puttana           | 7/87        | storia interna breve "per chi suona la Carampana"                |
| diva mania             | 5/88        | storia interna breve "Bettie's punishment"                       |
| diva cinema 1961-1965  | 4/89        | storia interna breve "Ein toter hing im netz"                    |
| diva amour fou         | 12/89       | storia interna breve "Gamiani"                                   |
| diva obsexion          | 9/91        | storia interna breve "Bettie's Secret Fotos"                     |
| diva cine sex star     | 5/94        | storia interna di 4 illustrazioni "Ilsa, the legendary mistress" |

| LIBRI E VOLUMI                          | LIBRI E VOLUMI | LIBRI E VOLUMI                                                          |
| titolo                                  | data           | note                                                                    |
| --------------------------------------- | -------------- | ----------------------------------------------------------------------- |
| Leone Frollo - malicieusement femme     | 3/87           | contiene storia breve di Mona Street                                    |
| la vita è un lampo                      | 90             | illustrazioni per il libro di Bernardino Zapponi                        |
| l'arte erotica di Leone Frollo          | 10/90          | allegata stampa numerata e firmata dall'autore                          |
| Leone Frollo - Unpublished Colour Works | 3/93           | raccolta di illustrazioni                                               |
| the art of Leone Frollo                 | 3/95           | ristampa cartonata ampliata del volume "l'arte erotica di Leone Frollo" |
| lord tigre                              | 11/95          | numero speciale formato gigante della rivista "Fumetto" dell A.N.A.F.I. |

| VARIE                                 | VARIE | VARIE                                                      |
| titolo collana                        | titolo | data                                                       |
| ------------------------------------- | --- | ---------------------------------------------------------- |
| bob lance n.2                         | storia interna: alta tensione                                                                                | 8/70                                                       |
| odeon n.15                            | storia interna di biancaneve: favonius + copertina                                                           | 25/1/78                                                    |
| fumetti dell'orrore n.1               | l'orrenda storia di dracula bambino                                                                          | 6/79                                                       |
| aldilà n.2                            | la testa di orfeo                                                                                            | 7/79                                                       |
| macabro n.1                           | il mostro nella nebbia                                                                                       | 12/2/80                                                    |
| macabro n.6                           | la maledizione                                                                                               | 22/4/80                                                    |
| oscar Mondadori 1534                  | Anna Colombo - l'inglese a fumetti                                                                           | 14/6/82                                                    |
| nobel del fumetto n.7 (seconda serie) | il re del vizio                                                                                              | 7/82                                                       |
| oscar Mondadori 1724                  | Anna Colombo - il francese a fumetti                                                                         | 83                                                         |
| storie erotiche n.1                   | villa orgasmo                                                                                                | 7/88                                                       |
| terror special n.50                   | ristampa di terror n.6, rititolato "amanti stregati", con tavole insertate e/o modificate con contenuti hard | 1/92                                                       |
| copertine                             | |                                                            |
| odeon                                 | tutte le copertine della serie e della successiva raccolta                                                   | tutte le copertine della serie e della successiva raccolta |